# Mareanivka, Lîpova Dolîna
Mareanivka (în ucraineană Мар'янівка) este un sat în comuna Saii din raionul Lîpova Dolîna, regiunea Sumî, Ucraina.

## Demografie
Componența lingvistică a localității Mareanivka
     Ucraineană (100%)
Conform recensământului din 2001, toată populația localității Mareanivka era vorbitoare de ucraineană (100%).